# Eren Can
Eren Can (* 19. Februar 1998 in Duisburg; bürgerlich Eren Can Bektas) ist ein deutsch-türkischer Sänger und Rapper.

## Leben und Karriere
Eren Can wurde in Duisburg geboren. Er besuchte das Landfermann-Gymnasium und spielte in seiner Jugend Fußball bei Hamborn 07. Nachdem er durch Eltern und Geschwister mit Musik in Berührung gekommen war, lud er ab 2014 seine Coverversionen einiger Songs von Mario oder Justin Bieber bei Facebook hoch.  Die Videos erzielten innerhalb kürzester Zeit viele Klicks. Medien wie die Bild-Zeitung oder MTV wurden auf Eren Can aufmerksam und brachten ihm den Ruf als „deutscher Justin Bieber“ ein.  2015 trat Eren Can bei den Videodays auf. Im gleichen Jahr nahm er nach Coverversionen auch erste eigene Songs auf. 2016 veröffentlichte er über das Label Delyxe Music mit Traum sein Debütalbum, auf dem auch die Single Endorphin enthalten war.
2017 lernte Eren Can über einen gemeinsamen Freund den Rapper Batu kennen und gründete mit ihm das Duo C.R.E.A.M. 2019 veröffentlicht die Band die Single Wir rollen. Das Video, für das Zuna von der KMN Gang Regie führte, erreichte innerhalb kürzester Zeit Platz 1 der YouTube-Trendcharts. Die Nachfolge-Single Junior Neymar erreichte Platz 40 der deutschen Singlecharts. 2019 erschien mit Selamun Aleykum die erste gemeinsame EP von C.R.E.A.M., auf die im gleichen Jahr mit Wir sind C.R.E.A.M. die nächste EP folgte. 2020 folgte mit dem Song Kanak ein Gastauftritt auf dem Album Medical Heartbreak des Rappers Monet192.
Nach der Auflösung von C.R.E.A.M. veröffentlichte Eren Can 2021 mit Feelings sein zweites Album. Gastauftritte kamen von Monet192 und Bardhi, die Produktionen stammten unter anderem von Jumpa und den Bounce Brothas. Nach Du veröffentlichte Eren Can mit Neden im Frühjahr 2022 zum ersten Mal eine Single in türkischer Sprache.

## Diskografie

### Studioalben
- 2016: Traum
- 2021: Feelings

### EPs
- 2019: Selamun Aleykum (mit Batu)
- 2019: Wir sind C.R.E.A.M. (mit Batu)

### Singles
- 2018: Cabrio (mit Kayef & T-Zon)
- 2019: Wir rollen (mit Batu, als C.R.E.A.M.)
- 2019: Junior Neymar (mit Batu, als C.R.E.A.M.)
- 2019: Ist okay
- 2020: Lucy (mit Batu, als C.R.E.A.M.)
- 2020: Son Daruk (mit Batu, als C.R.E.A.M.)
- 2020: 4 Uhr
- 2020: Frei sein
- 2020: Eren Can
- 2020: Interes (mit Bardhi)
- 2021: Laut
- 2021: Psycho
- 2022: Du
- 2022: Neden
- 2022: Solo

### Gastbeiträge
- 2020: Monet192 – Kanak feat. Batu & Eren Can
- 2020: Menju – Cruise feat. Eren Can